# Wisentatal bei Mühltroff
Wisentatal bei Mühltroff este o arie protejată (arie de protecție specială avifaunistică — SPA) din Germania întinsă pe o suprafață de 750 ha, integral pe uscat.

## Localizare
Centrul sitului Wisentatal bei Mühltroff este situat la coordonatele 50°33′13″N 11°55′36″E / 50.5536°N 11.9267°E.

## Înființare
Situl Wisentatal bei Mühltroff a fost declarat arie de protecție specială avifaunistică în noiembrie 2006 pentru a proteja 30 de specii de animale.

## Biodiversitate
Situată în ecoregiunea continentală, aria protejată nu include niciun habitat protejat.
La baza desemnării sitului se află mai multe specii protejate de  păsări (30): minunița (Aegolius funereus), pescăruș albastru (Alcedo atthis), rață sulițar (Anas acuta), rață lingurar (Anas clypeata), rață mică (Anas crecca crecca), rață fluierătoare (Anas penelope), Anas platyrhynchos platyrhynchos, rață cârâitoare (Anas querquedula), Anas strepera strepera, Ardea cinerea cinerea, rață-cu-cap-castaniu (Aythya ferina), rața moțată (Aythya fuligula), barză albă (Ciconia ciconia ciconia), barză neagră (Ciconia nigra), cristeiul de câmp (Crex crex), lebădă de vară (Cygnus olor), ciocănitoare neagră (Dryocopus martius), șoimul rândunelelor (Falco subbuteo), Fulica atra atra, ciuvică (Glaucidium passerinum), sfrâncioc roșiatic (Lanius collurio), gaia neagră (Milvus migrans), gaia roșie (Milvus milvus), viespar (Pernis apivorus), cormoran mare (Phalacrocorax carbo carbo), ciocănitoare verzuie (Picus canus), Podiceps cristatus cristatus, mărăcinar (Saxicola rubetra), Tachybaptus ruficollis ruficollis, nagâț (Vanellus vanellus).